# Saint-Louis-de-Gonzague (Beauharnois-Salaberry)
Saint-Louis-de-Gonzague es un municipio de parroquia de la provincia de Quebec, Canadá. Es una de las ciudades pertenecientes al condado regional de Beauharnois-Salaberry y, a su vez, a la región de Vallée-du-Haut-Saint-Laurent en Montérégie.

## Geografía
El territorio de Saint-Louis-de-Gonzague se encuentra ubicado por la orilla sur del río San Lorenzo. Está situado entre la ciudad de Salaberry-de-Valleyfield y el canal de Beauharnois al norte, la ciudad de Beauharnois al noreste, Saint-Étienne-de-Beauharnois al este, Très-Saint-Sacrement al sureste, Ormstown al sur y Saint-Stanislas-de-Kostka al oeste. Tiene una superficie total de 91,11 km² cuyos 78,84 son tierra firme.

## Política
Está incluso en el MRC de Beauharnois-Salaberry. El consejo municipal está compuesto por 6 consejeros sin división territorial. El alcalde actual (2015) es Yves Daoust, prefecto del MRC también. Forma parte de las circunscripciones electorales de Beauharnois a nivel provincial y de Beauharnois−Salaberry a nivel federal.

## Demografía
Según el censo de Canadá de 2011, había 1389 personas residiendo en esta ciudad con una densidad de población de 17,5 hab./km². Los datos del censo mostraron que de las 1404 personas censadas en 2006, en 2011 hubo una disminución de 15 habitantes (-1,1 %). El número total de inmuebles particulares resultó de 548. El número total de viviendas particulares que se encontraban ocupadas por residentes habituales fue de 530.